# Jatropha seineri
Jatropha seineri är en törelväxtart som beskrevs av Ferdinand Albin Pax. Jatropha seineri ingår i släktet Jatropha och familjen törelväxter. Inga underarter finns listade i Catalogue of Life.